# Natasha Griggs

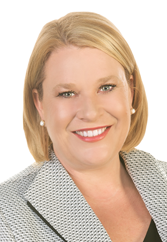
Natasha Griggs (2014)

Natasha Griggs (* 24. Januar 1969 in Adelaide, South Australia) ist eine australische Politikerin der Country Liberal Party (CLP). Seit dem 5. Oktober 2017 ist sie Verwalterin der australischen Territorien im Indischen Ozean. 

## Karriere

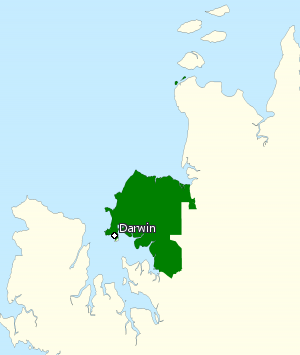
Lage des Wahlbezirks Solomon

Natasha Griggs engagierte sich früh in der CLP im Northern Territory. Dort bekleidete sie von 1990 bis 1999 verschiedene Positionen in der Regierung des Territoriums. Von 1999 bis 2009 wechselte Griggs in die Privatwirtschaft und war unter anderem bei Fujitsu Australia und bei SRA Information Technology. 2009 wechselte sie als stellvertretende Bürgermeisterin der Stadt Palmerston zurück in die Politik. Bei den Parlamentswahlen 2010 kandidierte Griggs im Wahlkreis Solomon für das Repräsentantenhaus und setzte sich gegen den Kandidaten der Labour Party mit 51,75 % durch.
Bei der erneuten Parlamentswahl im Jahr 2013 wurde sie mit 51,4 % als Abgeordnete im Repräsentantenhaus bestätigt. 2016 trat Griggs bei der Parlamentswahl erneut gegen Labour-Politiker Luke Gosling an und wurde mit 44 % der Stimmen geschlagen und verlor ihren Sitz im Repräsentantenhaus.
Am 5. Oktober 2017 wurde sie Verwalterin der australischen Territorien im Indischen Ozean, zu denen die Kokosinseln und die Weihnachtsinsel gehören. Ihre Amtszeit in dieser Position beträgt drei Jahre. In dieser Funktion betonte Griggs die Einzigartigkeit der Territorien und die Bedeutung des Tourismus für die Region. Zudem wies sie auf die Chance hin, die die geographische Nähe zu der Wachstumsregion Südostasien bietet. Weitere Themen ihrer Tätigkeit waren die Folgen des Klimawandels für die Inseln und die Abwanderung vieler jungen Menschen. Auch Infrastrukturprojekte im Bereich Tourismus und Kommunikation prägten die politischen Bemühungen der Verwalterin.